# Murray (Nebraska)
Murray è un comune degli Stati Uniti d'America, situato nello Stato del Nebraska, nella contea di Cass.